# Discobola gibberina
Discobola gibberina là một loài ruồi trong họ Limoniidae. Chúng phân bố ở miền Australasia.